# Sphagnum subfulvum
Sphagnum subfulvum là một loài rêu trong họ Sphagnaceae. Loài này được Sjors mô tả khoa học đầu tiên năm 1944.